# Agnes Vernon
Pour les articles homonymes, voir Vernon.
Agnes Vernon est une actrice américaine, née le 27 décembre 1895 à La Grande (Oregon) et décédée le 21 février 1948 à San Diego (Californie).
Actrice du muet, elle a également joué dans des films australiens au début des années 1920.

## Filmographie
- 1914 : A Miner's Romance
- 1914 : By the Sun's Rays
- 1914 : A Ranch Romance
- 1914 : The Old Cobbler
- 1917 : Dangers of a Bride (en)
- 1919 : Bare-Fisted Gallagher (en)
- 1919 : Veuve par procuration (Widow by Proxy) de Walter Edwards
- 1920 : The Man from Kangaroo (en)
- 1920 : The Shadow of Lightning Ridge (en)
- 1921 : Silks and Saddles (en)